# Bazilika san Zeno, Verona
Bazilika San Zeno (znana tudi kot San Zeno Maggiore ali San Zenone) je manjša v  Veroni v severni Italiji. Slava delno temelji na njeni arhitekturi, deloma pa na tradiciji, da je bila njena kripta kraj poroke Shakespearih Romea in Julije. Stoji v bližini benediktinskega samostana, oba posvečena svetemu Zenonu Veronskemu.

## Zgodovina
Sveti Zenon Veronski je umrl leta 380. Po legendi je na mestu nad grobnico ob Via Gallici prvo majhno cerkev postavil Teoderik Veliki, kralj Ostrogotov. Postavitev sedanje bazilike in pripadajočega samostana se je začela v 9. stoletju, ko sta se škof Ratoldus in italijanski kralj Pipin Langobardski udeležila prenosa svetnikovih relikvij v novo cerkev. Ta zgradba je bila poškodovana ali uničena zaradi invazije Madžarov v zgodnjem 10. stoletju, ko so Zenovo truplo preselili v stolnico Santa Maria Matricolare: 21. maja 921 so ga vrnili na prvotno mesto v kripti sedanje cerkve. Leta 967 je škof Raterius zgradil novo romansko poslopje s pokroviteljstvom Otona I., svetega rimskega cesarja.
3. januarja 1117 je cerkev skupaj z večino mesta poškodoval potres; cerkev so obnovili in razširili leta 1138. Dela so bila končana leta 1398 z obnovo strehe in gotske apside.

## Zunanjost

### Fasada
Cerkev San Zeno je bila vzor za vse poznejše romanske zgradbe v Veroni. Fasada je zgrajena iz svetlega tufa in je razdeljena na tri navpične sestavne dele. Glavna ladja je obdana s pedimentom, dve stranski ladji imata nagnjene robove strešine, vse podprto oziroma okrašeno z majhnimi slepimi arkadami. Presečišče treh delov je označeno s kotnimi pilastri, ki se končajo z listnimi kapiteli pod pedimentom.
Čez fasado na nivoju nadstreška vrat vodi plitka arkada parnih lokov, ki jih delijo tanki parni stebrički, enaki tistim, ki jih najdemo zgoraj v oknu rozete. Roza marmor arkad je v kontrastu s svetlo rumenim kamnom fasade. Pročelje je navpično razdeljeno s plitvimi pilastri, ki vizualno prehajajo do pedimenta. Trikotni pediment definira ladjo in ustvari osupljiv kontrast tufa s preostalo fasado cerkve, ki je iz belega marmorja, razdeljenega s sedmimi roza marmornatimi pilastri. Leta 1905 so na pedimentu odkrili zasnove grafitov za veliko Poslednjo sodbo.
Na sredini zgornjega dela fasada je okno z rozeto, v obliki Kolesa sreče, delo nekega Briolota iz okoli leta 1200 in je med najzgodnejšimi primeri romanske arhitekture take strukture, ki naj bi postala posebnost gotske arhitekture. Zunanji rob okna krasi šest figur, ki predstavljajo neodločnost človeškega življenja. Nadstrešek je iz 12. stoletja z levi na dnu podpornih stebrov, ki so simboli zakona in vere. Vsaka odprtina zunanjega oboka ima bas relief, ki prikazujeta sv. Janeza Krstnika in sv. Janeza Evangelista, nad lokom pa sta Jagnje in božja blagoslovljajoča roka.
Nad vrati je luneta s prizori veronske zgodovine tistega časa, vključno z: Posvečenje veronske komune, sveti Zenon žigosa hudiča (simbol cesarske moči) in sveti Zenon, ki Verončanom izroča prapor. Pod luneto so reliefi s čudeži svetega Zenona. Notranja in zunanja konzola okrog loka nadstreška prikazujeta cikel mesecev, ki se nanašajo na Kolo sreče okna zgoraj.
Portal je obkrožen z osemnajstimi reliefi iz 12. stoletja. Upodabljajo prizore iz Nove in Stare zaveze, skupaj z epizodami iz življenja Teoderika: dvoboj z Odoakerjem in kraljem, ki lovi jelena, simbol hudiča v Teoderikovi legendi.
Skulpture, povezane z nadstreškom, samim portalom in tiste, postavljene v steni na desni, ki prikazujejo prizore iz Stare zaveze in Teoderikov let, so delo kiparja Nikolaja in njegove delavnice in so nastale med letoma 1135 do 1138. Prizore iz Nove zaveze in druge zgodovinske teme levo od nadstreška je med približno 1150 in 1225 izdelal član Nikolajeve delavnice z imenom Gugliemus. Njihovi podpisi so nad luneto, v ozadju Stvaritev človeka in na vogalu nad skulpturami na levi strani.
Bronasta vrata so okrašena z 48 kvadratnimi ploščami. Identiteta vseh upodobljenih figur ni znana: vključujejo svetnike Petra, Pavla, Zenona, Heleno, Matildo iz Canosse (ki je pokroviteljica opatije) in njenega moža Godfreya, pa tudi dela neznanih kiparjev. Na drugih ploščah so prikazane tri Teološke vrline, v osmih najmanjših pa teme, povezane z glasbo. Kar zadeva datiranje, so nekatere plošče izdelali saški mojstri iz Hildesheima v 11. stoletju, druge pa so veronskih mojstrov (po mnenju nekaterih učenjakov, tudi samega  Benedetta Antelamija.

### Zvonik
Zvonik stoji kot ločena zgradba. Visok je 62 m, začeli so ga graditi leta 1045 in dokončali leta 1178. Slogovno romansko je podoben kot cerkev, ima osrednji navpični pas izmeničnih pasov tufa in opeke. V nadstropjih je razdeljen z zidci in majhnimi loki iz tufa, dviga pa se na dvonadstropno komoro za zvonove z zidanimi okni-  triforami. Na vrhu je stožčasta kapa z majhnimi obeliski na vsakem vogalu. Zunanjost je okrašena z rimskimi skulpturami. Šest zvonov je bilo ulitih v letih 1067, 1149, 1423, 1498 in 1755. Pravzaprav le še štirje zvonijo na zvoniku. Visokotonski iz 8. stoletja so zdaj razstavljeni v muzeju.

## Notranjost
Notranjost cerkve je na treh nivojih z obsežno kripto na spodnji ravni, cerkveno ladjo in dvignjenim prezbiterijem.

### Kripta
Kripta je od leta 921 hranila truplo svetega Zenona v sarkofagu, njegov obraz pa je bil pokrit s srebrno masko. Kripta ima ladjo z osmimi deli, katerih oboki so podprti s 49 stebri, pri čemer ima vsak drugačen kapitel. Na vhodnih lokih je lokalni kipar Adamino da San Giorgio kiparil domišljijske in pošastne živali. Kripta je bila obnovljena v 13. in 16. stoletju.

### Centralna cerkev
Osrednja cerkev, znana kot Chiesa plebana, ima obliko latinskega križa z glavno in dvema stranskima ladjama in transeptom. Razdeljene so s pilastri v obliki križa z izmeničnimi kapiteli z zoomorfnimi motivi in korintskim slogom. Stene nad kolonado so večbarvne. Lesen strop, obložen s ploščami s trilisti, izvira iz 14. stoletja.
Umetniška dela v osrednji cerkvi vključujejo razpelo Lorenza Veneziana, posodo iz porfirja iz rimskega kopališča, osmerokoten krstilnik iz 13. stoletja, oltarni nastavek Francesca Torbida in fresko iz 13. stoletja sv. Krištof.

### Prezbiterij
Prezbiterij je dvignjen na arkadi nad kripto, ki tako ostaja vidna iz ladje. Prezbiterij je dostopen po stopnicah iz stranskih ladij.
V visokem oltarju so sarkofagi sv. Lupicinusa, Lucillusa in Crescentianusa, vsi veronski škofje. Na levi strani apside, nad vhodom v zakristijo, je prizor Križanja iz šole Altichiero, v majhni levi apsidi pa je rdeč marmornat kip sv. Zenona iz 12. stoletja, ki je najbolj cenjena umetnina v Verona
Najpomembnejše umetniško delo bazilike je poliptih Andrea Mantegna, znan kot Oltar sv. Zenona Veronskega. Izvirne so le zgornje slike, saj se predele, ki so jih odnesli Francozi leta 1797, niso vrnile.

### Cerkev San Procolo
Poleg bazilike je majhna cerkev, v kateri so posmrtni ostanki svetega Prokula, ki je bil četrti veronski škof. Izvira iz 6. ali 7. stoletja, postavljena je bila v krščanski nekropoli čez Via Gallica. Prvič se omenja šele leta 845. Po potresu leta 1117 je bila popolnoma obnovljena. V njej so freske različnih starosti, vključno z Zadnjo večerjo in sv. Blaise zdravi bolnika, delo Giorgia Anselmija. Fasada iz 12. stoletja ima majhen narteks in dve okni bifori. Ima eno ladjo s kripto, kar je ostalo od prvotne paleo-krščanske zgradbe.

### Samostan
Ob baziliki je bil v 9. stoletju zgrajen samostan nad že obstoječim samostanom. Od prvotne zgradbe, uničene v napoleonskih vojnah, je ohranjen le velik opečni stolp in križni hodnik. Prvotno je imel še en stolp in opatovo palačo. Dolgo je bila opatija uradna rezidenca svetih rimskih cesarjev v mestu. V 1980-ih so ob restavriranju odkrili freske iz 12. do 15. stoletja.